# مورچه‌مرغ پشت‌خال
مورچه‌مرغ پشت‌خال یا مورچه‌مرغ پشت‌خالدار (نام علمی: Hylophylax naevius)، گونه‌ای از پرندگان تیرهٔ مورچه‌مرغان (Thamnophilidae) است که در بولیوی، برزیل، کلمبیا، اکوادور، گویان فرانسه، گویان، پرو، سورینام و ونزوئلا یافت می‌شود. زیستگاه طبیعی آن جنگل‌های جلگه‌ای نمناک نیمه‌گرمسیری یا گرمسیری و باتلاق‌های نیمه‌گرمسیری یا گرمسیری است.